# Xia Xuanze
Xia Xuanze (Wenzhou, 5 januari 1979) is een voormalig Chinees badmintonner en later coach van het nationale badmintonteam van China.
Xia Xuanze nam deel aan de Olympische Zomerspelen van 2000 in Sydney waar hij de bronzen medaille veroverde bij het enkeltoernooi badminton bij de mannen. In de eerste ronde had Xuanze een bye, waarna hij in de tweede ronde de Japanner Keita Masude in drie sets versloeg. Vervolgens werden de Bulgaar Svetoslav Stoyanov en de Maleisiër Wong Choong Hann in twee sets verslagen, waarna de Chinees Hendrawan in de halve finale te sterk was. In de troostfinale behaalde hij alsnog de derde plaats door een overwinning op de Deen Peter Gade.
Op de wereldkampioenschappen badminton 2003 in het Engelse Birmingham werd Xuanze wereldkampioen bij het enkeltoernooi. Hij versloeg in de finale de Maleisiër Wong Choong Hann. Andere overwinningen van Xuanze waren onder andere het Aziatisch kampioenschap in 2001, de Dutch Open in 1999, de All England Open in 2000 en de World Badminton Grand Prix Finals in 2000. Daarnaast won hij met het Chinese team in 2004 de Thomas Cup in Jakarta.

## Medailles op Olympische Spelen en wereldkampioenschappen
| Logo van de Olympische Spelen | Onderdeel        | Resultaat |
| ----------------------------- | ---------------- | --------- |
| 2000                          | Mannen enkelspel | Brons     |
| WK                            | Onderdeel        | Resultaat |
| 2003                          | Mannen enkelspel | Goud      |